# Дикинсон, Энджи
Энджи Дикинсон (англ. Angie Dickinson,род. 30 сентября 1931[…], Кулм, Северная Дакота) — американская актриса.

## Биография

### Карьера
Дикинсон, урождённая Анджелина Браун (англ. Angeline Brown), родилась в небольшом городе в Северной Дакоте в семье с немецкими корнями. В 1942 году Брауны переехали в Калифорнию, где юная Энджи получила образование. В юности, равняясь на своего отца, работавшего издателем, она мечтала стать писательницей, но после победы на конкурсе красоты в 1953 году решила стать актрисой.
После обучения на курсах актёрского мастерства, Энджи Браун нашла себе работу на канале «NBC» в качестве гостьи во многих телешоу. В то же время она сменила фамилию Браун на фамилию мужа, Джина Дикинсона. В 1950-х годах актриса была очень востребована на телевидении, появившись в ряде популярных телесериалов, таких как «Дни в долине смерти», "Театр «Дженерал Электрик», «Дымок из ствола», «Сломанная стрела» и «Шайенн». На большом экране Дикинсон дебютировала в 1954 году в небольшой роли в фильме «Везунчик» с Дорис Дэй в главной роли, а спустя несколько лет она уже исполняла главные роли в таких фильмах как «Китайские ворота» (1957) и «Рио Браво» (1959).

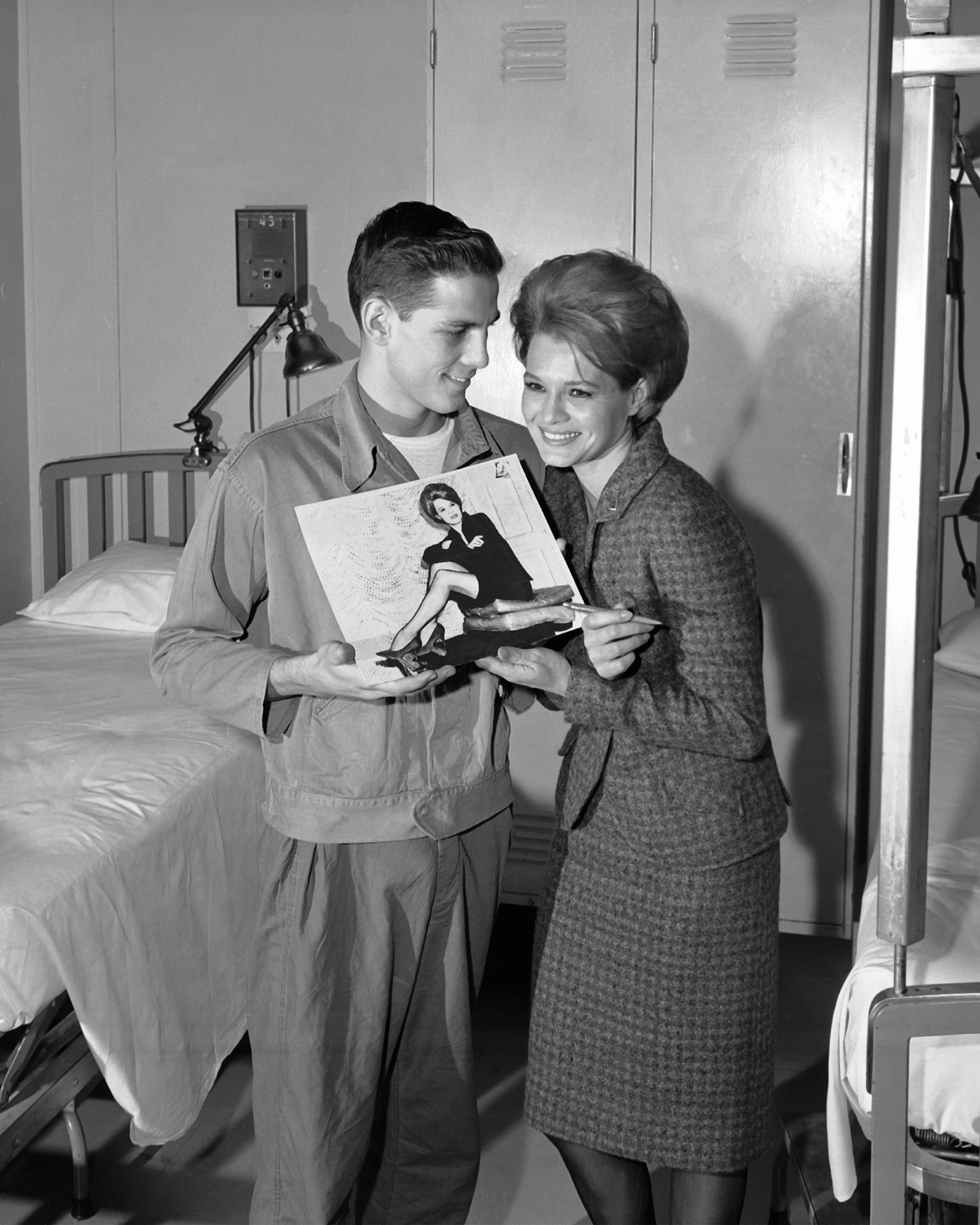
Дикинсон раздаёт автографы в военном госпитале (1964)

Студии, на которых она снималась, намеревались создать из Энджи Дикинсон ещё одну секс-символ эпохи, наравне с Мэрилин Монро и Джейн Мэнсфилд, сделав её платиновой блондинкой, но наткнулись на сопротивление с её стороны. Дикинсон решила не отказываться от образа брюнетки, разрешив лишь слегка осветлить свои волосы. Отказ от столь выгодного предложения совершенно не повлиял на дальнейшую карьеру актрисы, которая на протяжении следующего десятилетия оставалась довольно востребованной как в кино, так и на телевидении. В 1960-х года она появилась в ряде популярных кинокартин, среди которых «Одиннадцать друзей Оушена» (1960), «Римское приключение» (1962), «Джессика» (1962), «Капитан Ньюмэн, доктор медицины» (1963), «Убийцы» (1964), «Погоня» (1966) и «Выстрел в упор» (1967).
В 1974 году, будучи уже сорокалетней женщиной, она появилась обнажённой в нескольких сценах фильма «Нехорошая мамаша», пополнив при этом ряды своих поклонников. В том же году её пригласили на роль сержанта Сьюзан Андерсон в детективный телесериал «Женщина-полицейский», который с большим успехом транслировался последующие четыре года. Эта роль принесла актрисе «Золотой глобус», а также три номинации на премию «Эмми».

В 1980 году Энджи Дикинсон вернулась на большой экран в фильме Брайана де Пальмы «Бритва». Роль сексуально неудовлетворённой нью-йоркской домохозяйки принесла ей премию «Сатурн» в номинации лучшая киноактриса. Последующие два десятилетия актриса продолжала получать новые интересные предложения на съёмки в кино и на телевидении. У неё были роли в мини-сериалах «Голливудские жёны», «Пустое гнездо» и «Дикие пальмы», а также в кинофильмах «Даже девушки-ковбои иногда грустят» (1993), «Сабрина» (1995) и «Обезумевший» (1996). В 1999 году журнал Playboy поместил актрису на 42 место в списке «100 самых сексуальных звёзд века». 

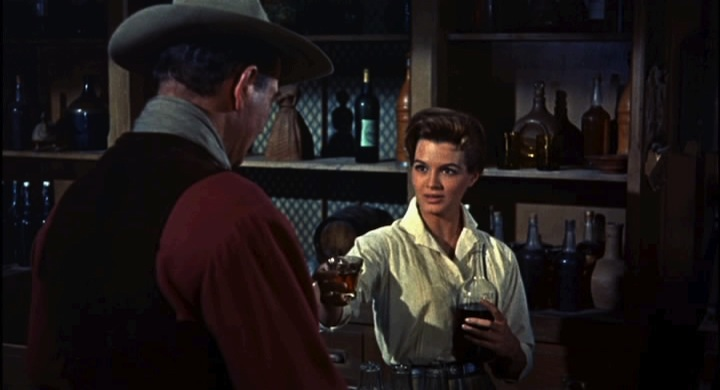
Дикинсон и Джон Уэйн в одном из величайших вестернов, «Рио Браво» (1959)

В начале нового тысячелетия Энджи Дикинсон появилась в роли бездомной матери-алкоголички героини Хелен Хант в драме «Заплати другому» (2000), а также бабушки персонажа Гвинет Пэлтроу в картине «Дуэты» (2000). В 2001 году она исполнила эпизодическую роль в ремейке фильма «Одиннадцать друзей Оушена», в котором сорок лет назад снималась с Фрэнком Синатрой и Дином Мартином.

### Личная жизнь
С 1952 по 1960 год Дикинсон была замужем за бывшим футболистом Джином Дикинсоном, фамилию которого стала использовать в своей актёрской карьере. У неё также был роман с Фрэнком Синатрой, которого она в поздних интервью называла «самым важным человеком в своей жизни». Другими её кавалерами были актёр Дэвид Джанссен и, по слухам, даже президент Джон Ф. Кеннеди. С 1965 по 1980 год она была замужем за музыкантом Бёртом Бакараком. Их дочь Никки родилась в 1966 году недоношенной, следствием чего стали её проблемы со здоровьем, включая нарушение зрения и синдром Аспергера. В 2007 году, прожив с этим заболеванием сорок лет, Никки покончила жизнь самоубийством во избежание дальнейшего ухудшения своего состояния.

## Награды
- Золотой глобус 1975 — «Лучшая актриса в драматическом сериале» («Женщина-полицейский»)
- Сатурн 1981 — «Лучшая киноактриса» («Бритва»)